# Vileda

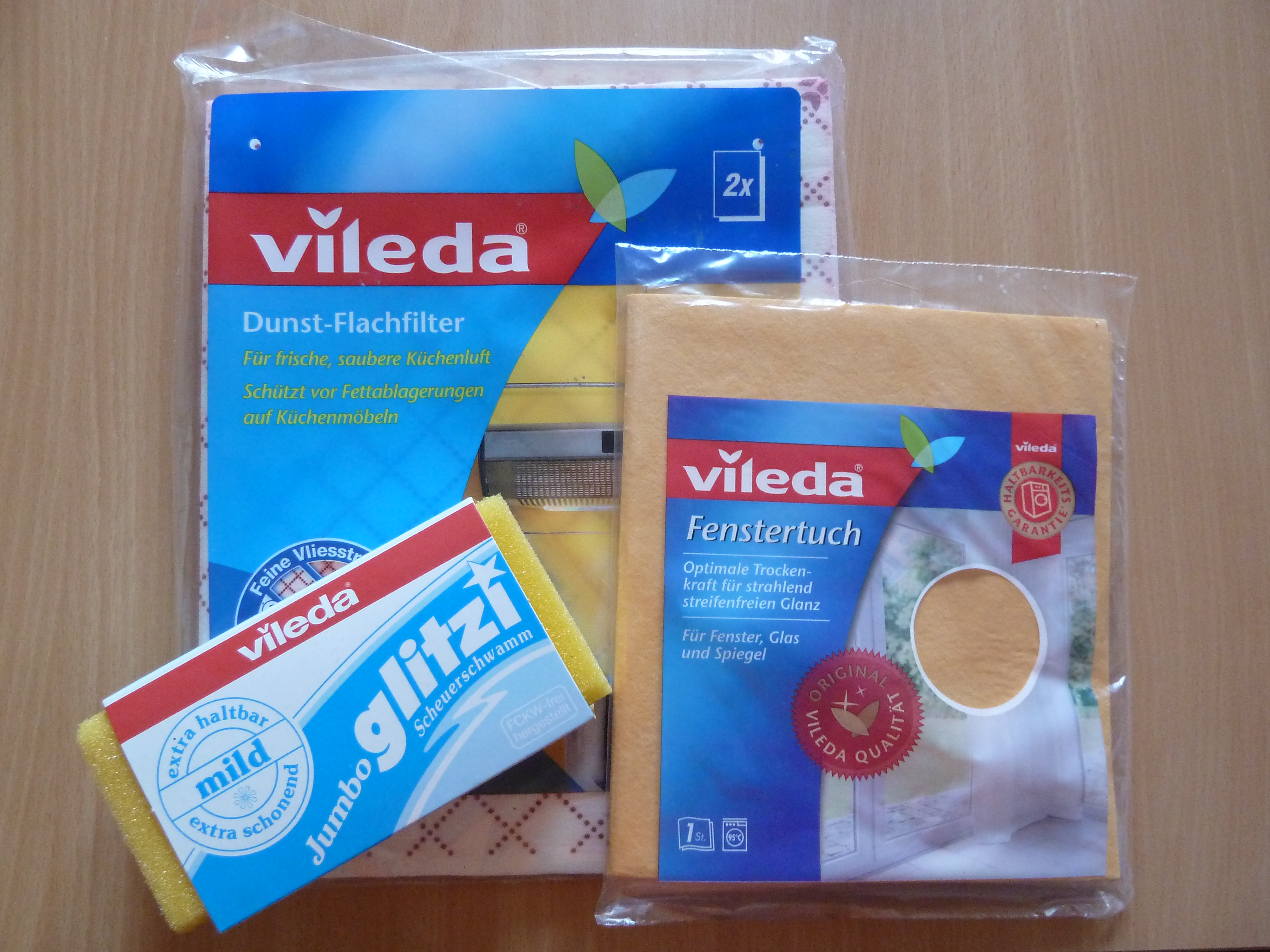
Productos Vileda.

Vileda es una empresa alemana de productos de limpieza y del hogar. Es una marca de la división de menaje del hogar (housewares) de Freudenberg Group. La marca tiene muchos productos de limpieza mecánica. 
Proporcionan productos de limpieza como fregonas, escobas, guantes, bayetas, y estropajos y útiles para el cuidado de la ropa como tablas de planchar, fundas y tendederos para el hogar. Se han mantenido como líderes del mercado desde la fundación de la empresa en 1948 y actualmente están presentes en más de 50 países del mundo.